# 금암산
금암산(金岩山)은대한민국 경기도 하남시의 산으로, 남한산의 줄기에 있는 산이다. 높이는 321m.